# Gran Premio del Bahrein 2022
Il Gran Premio del Bahrein 2022 è stata la prima prova della stagione 2022 del campionato mondiale di Formula 1. La gara si è disputata domenica 20 marzo sul circuito di Manama ed è stata vinta dal monegasco Charles Leclerc su Ferrari, al terzo successo in carriera; Leclerc ha preceduto all'arrivo il suo compagno di squadra, lo spagnolo Carlos Sainz Jr. e il britannico Lewis Hamilton su Mercedes.
Per Charles Leclerc è il primo hat trick (pole position, giro veloce e vittoria del Gran Premio) in carriera in Formula 1 e per la Ferrari il primo Grand Chelem (includendo tutti i giri condotti in testa) dal Gran Premio di Francia 2008 grazie a Carlos Sainz Jr., l'altro pilota a condurre la gara.

## Vigilia

### Sviluppi futuri
Il contratto per la disputa del Gran Premio dell'Emilia-Romagna nel calendario del campionato mondiale di Formula 1 sul circuito di Imola viene rinnovato fino alla stagione 2025.

### Aspetti tecnici
Per questo Gran Premio la Pirelli, fornitore unico degli pneumatici, offre la scelta tra gomme di mescola C1, C2 e C3, le mescole più dure della gamma. Da questa gara vengono adottati gli pneumatici a 18 pollici (46 cm), seguendo quanto già fatto dalla Formula 2, in sostituzione dei 13 pollici (33 cm). Questo per garantire una maggiore precisione nei cambi di direzione, una minore tendenza al surriscaldamento e a non essere il più possibile di disturbo per l'aerodinamica della vettura. Il costruttore italiano, in questa stagione, festeggia il centocinquantesimo anniversario dalla sua fondazione; il precedente mese di febbraio, il contratto come fornitore unico degli pneumatici era stato rinnovato fino alla stagione 2024.
La Federazione Internazionale dell'Automobile conferma le tre zone DRS utilizzate dall'edizione 2019 del Gran Premio in cui i piloti possono attivare il dispositivo mobile: la prima zona è stabilita sul rettilineo dei box, con punto per la determinazione del distacco fra piloti posto prima della curva 14; la seconda zona nel tratto compreso tra le curve 3 e 4, con detection point fissato prima della prima curva; la terza zona è stabilita tra le curve 10 e 11, con punto per determinare il distacco fra piloti posto prima della curva 9.
Nella giornata del giovedì, la Federazione obbliga le squadre a chiudere i rispettivi box per motivi di sicurezza ed evitare qualsiasi danno dentro di essi a causa del forte vento. Nella giornata del mercoledì, la Williams utilizza il primo di otto coprifuochi concessi durante la stagione per effettuare le operazioni sulle proprie vetture. Anche la McLaren, nella giornata del giovedì, utilizza il primo di sei coprifuochi concessi per lo stesso motivo. Entrambe le squadre non ricevono sanzioni. Prima dell'inizio della terza sessione di prove libere del sabato, la linea gialla presente su ogni piazzola sulla griglia di partenza viene estesa fino a quattro metri.
A partire da questo Gran Premio un team non deve più necessariamente tenere lo stesso cambio su una monoposto per sei Gran Premi consecutivi, ma può attingere ad altri elementi in maniera libera. L’unico limite che resta per le squadre è il numero massimo di cambi utilizzabili in stagione, che si attesta a quattro. All’introduzione della quinta unità scatta nuovamente la penalità in griglia di partenza di cinque posizioni. Inoltre, l'obbligo per i primi dieci qualificati di usare al via la mescola utilizzata in Q2 per qualificarsi in Q3 viene abolito.
La Federazione introduce significative modifiche regolamentari riguardo l'aerodinamica, la scocca, le power unit, gli pneumatici e i freni, valide a partire da questa gara. Il cambio di regolamento doveva entrare in vigore nella precedente stagione ma, a causa della pandemia di COVID-19, le modifiche sono state posticipate al primo Gran Premio di questa stagione.

### Aspetti sportivi

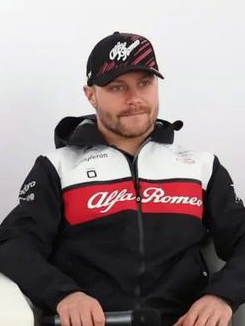
Dopo un lustro quale scudiero di Hamilton, Valtteri Bottas lascia e approda in, con cui debutta a Manama ottenendo subito un piazzamento a punti.

Il Gran Premio rappresenta la gara inaugurale della stagione, il primo evento di 23 stabiliti nel calendario del campionato, record assoluto nella categoria. Il Gran Premio del Bahrein, in Medio Oriente, è la gara di apertura per la seconda stagione consecutiva, sempre a fine marzo. Presente nel calendario del campionato mondiale di Formula 1 fin dalla stagione 2004, il Gran Premio del Bahrein caratterizzò l'apertura del mondiale anche nelle edizioni 2006, 2010 e inizialmente quella del 2011, prima dell'annullamento a causa della Primavera araba, tutte in programma nello stesso mese. La gara si disputa in notturna, come avvenuto fin dall'edizione del 2014. Nel precedente mese di febbraio, il contratto per la disputa del Gran Premio nel calendario del campionato mondiale era stato rinnovato fino alla stagione 2036. Il Bahrain Institute for Rights and Democracy scrive una lettera al Presidente di Formula One Group, Stefano Domenicali, affermando che il maxi-rinnovo contribuisce a peggiorare la situazione dei diritti umani nello stato asiatico. Sponsor del Gran Premio, come avvenuto fin dall'edizione inaugurale del 2004, è la compagnia aerea di bandiera Gulf Air.
Il Bahrain International Circuit, circuito in cui si disputa l'evento, nella settimana precedente è stato sede di una delle due sessioni, ciascuna da tre giorni l'una, insieme al circuito di Barcellona-Catalogna, sede del tradizionale Gran Premio di Spagna a fine febbraio, dei test pre-stagionali. La sede fu scelta anche nella stagione 2021, con in entrambi i casi Aramco stabilito come title sponsor. L'australiano Daniel Ricciardo della McLaren non prende parte alla seconda sessione dei test a causa della sua positività al SARS-CoV-2, con la sua partecipazione al Gran Premio a rischio. Tuttavia, grazie al tampone negativo a pochi giorni della gara, Ricciardo partecipa regolarmente al Gran Premio. Il costruttore inglese firma comunque un accordo con la Mercedes e l'Alpine per potere prendere in prestito l'olandese Nyck de Vries o il belga Stoffel Vandoorne dal team tedesco, o l'australiano Oscar Piastri dal team francese, vincitore del campionato FIA di Formula 2 2021, in caso di indisponibilità di uno dei due piloti titolari. L'altro pilota della scuderia, il britannico Lando Norris, nelle settimane precedenti rinnova il suo contratto con il team di Woking fino alla stagione 2025.
Il 2021 è stato l'ultimo anno della Honda come fornitrice di power unit. Da questa stagione è la Red Bull Racing a produrre i propri propulsori e di conseguenza fonda una nuova società, denominata "Red Bull Powertrains", il cui scopo è quello di mantenere attiva la produzione dei motori Honda e occuparsi dello sviluppo e della manutenzione fino al 2025, anno in cui scadrà la proprietà intellettuale concessa dall'azienda nipponica. I nuovi motori vengono marchiati Red Bull e vengono forniti anche alla scuderia satellite AlphaTauri. Le power unit continueranno a essere assemblate a Sakura fino al 2025. La Red Bull Racing promuove lo sponsor Oracle al ruolo di title sponsor. Il costruttore cambia quindi denominazione ufficiale da Red Bull Racing Honda a Oracle Red Bull Racing.
Mission Winnow decide di non rinnovare il contratto di title sponsor con la Ferrari per via delle restrizioni governative che, durante le precedenti tre stagioni, le avevano impedito di mostrare in alcuni Gran Premi, inclusi tutti quelli della stagione 2020, il logo dell'azienda sulla livrea della scuderia italiana. Tra i premium sponsor ritorna, dopo quattro anni di assenza, il marchio spagnolo Santander, mentre UPS abbandona la scuderia dopo nove anni. La Ferrari viene quindi iscritta al campionato solo come Scuderia Ferrari, come accaduto dal 2011 al 2018.
La società austriaca BWT diventa title sponsor dell'Alpine, mentre l'Aston Martin inizia una partnership con Aramco, il quale entra nel team in ruolo di co-title sponsor, diventando partner tecnico della scuderia per la fornitura dei nuovi carburanti, e termina la collaborazione proprio con BWT che era stato sponsor del team dalla sua fondazione. I costruttori cambiano quindi denominazione rispettivamente da Alpine F1 Team a BWT Alpine F1 Team, e da Aston Martin Cognizant F1 Team a Aston Martin Aramco Cognizant F1 Team, con in aggiunta il costruttore che prende il nome di Aston Martin Aramco. Otmar Szafnauer, ex team principal dell'Aston Martin, ricopre adesso il ruolo all'Alpine; il costruttore inglese, al suo posto, nomina il lussemburghese Mike Krack, in precedenza ingegnere e collaudatore presso BMW. L'Alpine, inoltre, corre il Gran Premio con una livrea rosa, forte della sponsorizzazione con BWT.
A seguito dell'invasione russa dell'Ucraina, nella terza giornata di test sul circuito di Barcellona, la Haas oscura il title sponsor Uralkali e rimuove i riferimenti alla bandiera russa sulla livrea della vettura. Qualche giorno dopo la scuderia termina la collaborazione con l'azienda. Il costruttore cambia quindi denominazione da Uralkali Haas F1 Team a Haas F1 Team. L'AlphaTauri cambia il nome ufficiale della scuderia da Scuderia AlphaTauri Honda a Scuderia AlphaTauri poiché anch'essa è stata motorizzata Honda precedentemente. L'Alfa Romeo cambia denominazione da Alfa Romeo Racing ORLEN a Alfa Romeo F1 Team ORLEN.
La scuderia svizzera Alfa Romeo rinnova completamente la sua rosa di piloti: in sostituzione del finlandese Kimi Räikkönen, ritiratosi alla fine della stagione precedente, viene ingaggiato il connazionale Valtteri Bottas, in uscita dalla Mercedes, che firma un contratto pluriennale con la scuderia elvetica. Il contratto dell'altro pilota della scuderia, l'italiano Antonio Giovinazzi, non viene rinnovato. Viene ingaggiato Zhou Guanyu, primo cinese a gareggiare nella massima categoria, giunto terzo nel campionato di Formula 2 2021. Zhou sceglie come numero di gara il 24, utilizzato per l'ultima volta dal tedesco Timo Glock alla guida dell'ex scuderia Marussia nel Gran Premio del Brasile 2012.
In sostituzione di Valtteri Bottas la Mercedes ingaggia il britannico George Russell, che lascia la Williams dopo tre anni. Il suo posto viene preso dal thailandese Alexander Albon, reduce da un anno di assenza dalla Formula 1, dopo avere guidato l'ultima volta per la Red Bull Racing. Albon, inizialmente, avrebbe dovuto correre da atleta neutrale in quanto l'agenzia mondiale antidoping aveva scoperto che la Thailandia non era conforme al suo codice, ed era quindi stata bandita dalla partecipazione a competizioni nei campionati del mondo. Agli inizi del mese di febbraio l'agenzia mondiale antidoping rimuove la Thailandia dalla lista dei paesi non conformi al loro codice permettendo così a Albon di non correre da atleta neutrale.
Il campione del mondo in carica della Red Bull Racing, l'olandese Max Verstappen, sceglie di correre con il numero 1, riservato al vincitore del campionato mondiale piloti, in sostituzione del suo numero personale, il 33. Per la prima volta dalla stagione 2014 con Sebastian Vettel, sempre alla guida della scuderia austriaca, il numero 1 viene utilizzato dal campione iridato. Verstappen, nelle settimane precedenti, rinnova il suo contratto con la scuderia austriaca fino alla stagione 2028.
A seguito dell'invasione russa dell'Ucraina, alla vigilia del secondo test pre-stagionale in Bahrein, il contratto del pilota titolare della Haas, Nikita Mazepin, viene terminato con effetto immediato, anche per via della cessazione del rapporto tra la squadra e il title sponsor Uralkali che sosteneva la carriera del pilota russo; Mazepin, inoltre, avrebbe dovuto correre da atleta neutrale come peraltro già fatto nella stagione precedente, ma stavolta potendo utilizzare la bandiera della Federazione Internazionale dell'Automobile a causa del divieto degli emblemi nazionali russi. Il suo sostituto è il danese Kevin Magnussen, che torna a guidare per il team statunitense a distanza di due stagioni.
La Formula 1 firma una nuova partnership con Lenovo e Salesforce. Tra le scuderie, la Ferrari rinnova l'accordo con Riva, l'Alpine con Shamir, la McLaren firma un accordo con Google, mentre l'Alfa Romeo con Puma. Da questa gara, la categoria introduce un nuovo premio, chiamato Crypto.com Overtake King Award, assegnato al pilota autore della migliore manovra di sorpasso votata dai telespettatori durante la gara.
Il pilota tedesco dell'Aston Martin, Sebastian Vettel, non prende parte al Gran Premio a causa della sua positività al SARS-CoV-2. Viene sostituito dal pilota di riserva della scuderia, il connazionale Nico Hülkenberg, il quale ha corso per l'ultima volta al Gran Premio dell'Eifel 2020 per l'ex scuderia Racing Point. Vettel non prende parte a un weekend di gara per la prima volta dal Gran Premio d'Europa 2007.
Dopo quanto successo nel Gran Premio del Belgio 2021, condizionato da avverse condizioni meteorologiche, la Federazione decide di regolamentare alcuni scenari validi a partire da questa gara: nessun punto mondiale viene assegnato se non sono coperti almeno due giri lanciati, senza l'uso della safety car o della virtual safety car, mentre se il leader della corsa ha coperto più di due tornate ma meno del 25% della distanza complessiva programmata, solo i primi cinque classificati acquisiscono punti in classifica, nell'ordine 6, 4, 3, 2, 1; se la distanza percorsa è tra il 25% e il 50% di quella prevista, sono i primi nove classificati a guadagnare punti, nell'ordine 13, 10, 8, 6, 5, 4, 3, 2, 1; per una distanza compresa tra il 50% e il 75%, i punti sono assegnati ai primi 10 classificati, nell'ordine 19, 14, 12, 10, 8, 6, 4, 3, 2, 1; se la distanza percorsa è superiore al 75% di quella prevista, i punti sono assegnati regolarmente. Il punto relativo al giro più veloce nei primi 10 classificati è adesso assegnato se la distanza gara è completata più del 50%.
Dopo quanto verificatosi nel Gran Premio di Abu Dhabi 2021, la procedura di ripartenza della gara sotto il regime di safety car viene modificata, avendo valenza da questa corsa. Invece di aspettare fino al giro successivo che l'ultima vettura doppiata si è sbloccata dal leader, la vettura di sicurezza viene ora fatta rientrare un giro dopo che è stata data l'istruzione che le auto doppiate possono sbloccarsi da sole. Successivamente, la formulazione del regolamento viene modificata e ora afferma che "tutte" le auto piuttosto che "qualsiasi" possono sdoppiarsi da sole, se ritenuto sicuro dal direttore di gara.
La Federazione pubblica il rapporto ufficiale del Gran Premio di Abu Dhabi 2021, ultima gara del campionato precedente che ha assegnato il mondiale piloti e quello costruttori. Esso afferma che i regolamenti sono stati applicati in modo errato, in quanto non tutte le auto doppiate si sono sbloccate da sole e la safety car non ha completato un giro aggiuntivo prima di rientrare. Quanto accaduto viene attribuito a un errore umano, concludendo che il direttore di gara, l'australiano Michael Masi, ha agito in buona fede, potendoci essere interpretazioni diverse delle regole. Il risultato finale del campionato rimane quindi valido.
A partire da questo Gran Premio, le due sessioni di prove libere del venerdì della durata entrambe di un'ora vengono spostate al pomeriggio. Il fine settimana non dura più quattro giorni, ma soltanto tre, per alleggerire le trasferte e i costi dei team. L'appuntamento con la stampa viene spostato dal giovedì al venerdì mattina e le due sessioni di libere vengono disputate con temperature di aria e pista verosimilmente più vicine a quelle che le squadre trovano la domenica in gara.
A partire da questa gara, la Federazione sceglie tra i due nuovi commissari del campionato, il tedesco Niels Wittich e il portoghese Eduardo Freitas, in passato direttori di gara rispettivamente del DTM e del campionato del mondo endurance FIA, cui vengono assistiti dal britannico Herbie Blash, ex vice-direttore di gara nella categoria in attività fino al 2016, chi ha il compito di ricoprire il ruolo di direttore di gara della corsa. Wittich e Freitas sostituiscono quindi l'australiano Michael Masi, il quale aveva ricoperto il ruolo di direttore di gara dalla stagione 2019, prendendo il posto dello scomparso Charlie Whiting. La Federazione inoltre istituisce per tutti i Gran Premi un remote garage a supporto della direzione gara, per verificare tutti i fatti salienti in pista, e rende noto che le comunicazioni radio tra i team e la direzione gara non vengono più trasmesse in diretta televisiva, ma è ancora possibile rivolgersi alla direzione gara secondo procedimenti ben definiti e non intrusivi. Per questo Gran Premio, la Federazione designa il tedesco Niels Wittich quale direttore di gara. L'ex pilota di Formula 1, il britannico Derek Warwick, è nominato commissario aggiunto per la gara. Ha svolto già in passato tale funzione, l'ultima al Gran Premio di Abu Dhabi 2021. È la casa automobilistica tedesca Mercedes a fornire la safety car e la medical car.

## Prove

### Resoconto
Pierre Gasly, il più rapido della prima sessione, chiude con un tempo di 2"8 più alto del migliore tempo della stessa sessione dell'anno precedente. Le prestazioni sono state penalizzate da un persistente vento, che sembra influenzare le vetture di più di quanto facesse in passato. Alle spalle del pilota dell'AlphaTauri si sono classificate le due Ferrari, che hanno ottenuto i tempi impiegando le gomme a mescola media, cosa che dovrebbe costare quasi otto decimi a giro. Charles Leclerc è stato anche autore di un innocuo testacoda.
George Russell ha chiuso con il quarto tempo, battendo il compagno di team Lewis Hamilton, che è solo settimo, penalizzato da un forte saltellamento della vettura, non limitato a sufficienza dalle modifiche effettuate al fondo della vettura. Il campione del mondo Max Verstappen è quinto, ma l'olandese della Red Bull Racing ha affrontato la sessione con gomme medie.
La sessione è stata interrotta con bandiera rossa, per la rottura del telaio sull'Alpine di Esteban Ocon. Essendo necessario ripulire il tracciato, ed essendo vicino il termine della sessione, la direzione di gara ha deciso di ridurre di un quarto d'ora la stessa. Valtteri Bottas, a causa di un problema al motore, non ha tempi validi.
Con dieci gradi in meno della temperatura dell'asfalto, alla sera Verstappen scala al primo posto della classifica. Il pilota della Red Bull è stato il solo a scendere sotto il minuto e 32 secondi. Il tempo è comunque più alto di quanto colto nelle prove pre-campionato. Verstappen è stato molto performante anche nella simulazione di gara.
Come nella prima sessione le due Ferrari sono state capaci di inserirsi al secondo e terzo posto, con Leclerc staccato di 87 millesimi dal tempo di Verstappen. Russell è ancora quarto, mentre Hamilton, tornato al vecchio fondo della vettura, è nono. La Mercedes sembra non avere un comportamento equilibrato in curva. Alle spalle di Russell si sono posizionati Fernando Alonso e Bottas. Daniel Ricciardo non ha potuto effettuare una simulazione del Gran Premio, per una perdita idraulica.
Al termine della seconda sessione di prove libere, Yuki Tsunoda e Charles Leclerc vengono convocati dai commissari sportivi in quanto il giapponese ha ostacolato il monegasco alla curva 8. Tsunoda riceve una reprimenda, la prima della stagione. Il giapponese e Lance Stroll vengono convocati in quanto il canadese ha ostacolato il pilota dell'AlphaTauri alla curva 8. Stroll riceve una reprimenda, la prima della stagione.
Sulla vettura di Valtteri Bottas viene sostituita l'unità di controllo elettronico, montando la seconda unità. Il pilota finlandese dell'Alfa Romeo non è penalizzato sulla griglia di partenza in quanto l'unità installata rientra tra quelle utilizzabili nel numero massimo consentito dal regolamento tecnico. Durante le prime due sessioni di prove libere del venerdì, Sergio Pérez ed Esteban Ocon utilizzano l'assemblaggio di una trasmissione al di fuori dell'allocazione prevista secondo il regolamento tecnico. Entrambi i piloti non sono penalizzati sulla griglia di partenza in quanto tale operazione rientra tra quelle effettuabili nel numero massimo consentito dal regolamento tecnico.
Verstappen si conferma il migliore anche nella sessione del sabato. E, come nella sessione serale del venerdì, alle sue spalle si piazza Leclerc, staccato per meno di un decimo. Verstappen, nella sua prestazione migliore, è stato penalizzato da un bloccaggio delle ruote nel primo giro lanciato, che lo ha portato a proseguire con un altro giro lanciato, con lo stesso treno di gomme. Il monegasco, invece, è stato autore di un'uscita di pista, senza conseguenze. Sergio Pérez, compagno di team di Verstappen, è risalito al terzo posto, davanti a Russell, Sainz Jr. e Hamilton. Non ha chiuso giri cronometrati Yuki Tsunoda, fermato da problemi idraulici.
Al termine della terza sessione di prove libere del sabato Carlos Sainz Jr. viene convocato dai commissari sportivi per essere stato fatto uscire dal proprio box al sopraggiungere di Fernando Alonso. Il pilota spagnolo della Ferrari riceve una reprimenda.

### Risultati
Nella prima sessione del venerdì si è avuta questa situazione:
| Pos | Nº | Pilota           | Costruttore     | Tempo    | Gap    | Giri |
| --- | -- | ---------------- | --------------- | -------- | ------ | ---- |
| 1   | 10 | Pierre Gasly     | AlphaTauri-RBPT | 1'34"193 |        | 23   |
| 2   | 16 | Charles Leclerc  | Ferrari         | 1'34"557 | +0"364 | 22   |
| 3   | 55 | Carlos Sainz Jr. | Ferrari         | 1'34"611 | +0"418 | 23   |

Nella seconda sessione del venerdì si è avuta questa situazione:
| Pos | Nº | Pilota           | Costruttore          | Tempo    | Gap    | Giri |
| --- | -- | ---------------- | -------------------- | -------- | ------ | ---- |
| 1   | 1  | Max Verstappen   | Red Bull Racing-RBPT | 1'31"936 |        | 20   |
| 2   | 16 | Charles Leclerc  | Ferrari              | 1'32"023 | +0"087 | 20   |
| 3   | 55 | Carlos Sainz Jr. | Ferrari              | 1'32"520 | +0"584 | 22   |

Nella sessione del sabato mattina si è avuta questa situazione:
| Pos | Nº | Pilota          | Costruttore          | Tempo    | Gap    | Giri |
| --- | -- | --------------- | -------------------- | -------- | ------ | ---- |
| 1   | 1  | Max Verstappen  | Red Bull Racing-RBPT | 1'32"544 |        | 15   |
| 2   | 16 | Charles Leclerc | Ferrari              | 1'32"640 | +0"096 | 16   |
| 3   | 11 | Sergio Pérez    | Red Bull Racing-RBPT | 1'32"791 | +0"247 | 20   |

## Qualifiche

### Resoconto
Yuki Tsunoda è il primo pilota a completare un giro cronometrato in stagione in qualifica: chiude in 1'33"581. Subito dopo chiude il giro anche il suo compagno di scuderia Pierre Gasly, che abbassa il limite in 1'33"016. Dopo sette minuti dall'inizio della sessione, Max Verstappen s'installa in testa, scendendo sotto il minuto e trentadue. Alle sue spalle si inserisce Sergio Pérez, sull'altra Red Bull, staccato di quasi mezzo secondo. Il tempo del messicano viene battuto da Kevin Magnussen, mentre Mick Schumacher sale fino al quarto posto.
La bontà dei propulsori della Ferrari viene confermata con l'arrivo di Valtteri Bottas, che è secondo, a soli 10 millesimi dal tempo del campione del mondo. Verstappen viene battuto, poi, da Charles Leclerc, che fissa il limite di sessione in 1'31"471. Alle sue spalle s'inserisce l'altro pilota della Ferrari, Carlos Sainz Jr., staccato di un decimo. Attendono qualche minuto in più, per prendere la pista, le due Mercedes: Lewis Hamilton registra il quinto tempo, mentre George Russell è nono. Poco dopo Bottas riesce a sopravanzare il tempo del suo ex compagno di scuderia Hamilton, posizionandosi in quarta piazza. In seguito Russell si migliora, e risale quinto, a sette decimi dal tempo di Leclerc.
Daniel Ricciardo, a rischio eliminazione, si migliora, ma resta diciassettesimo, mentre Lando Norris porta l'altra McLaren in sesta posizione. Si migliora anche Magnussen, che si spinge in quinta posizione. Risultano eliminati Tsunoda, Hülkenberg, Ricciardo, Lance Stroll e Nicholas Latifi.
Nella fase successiva delle qualifiche Magnussen chiude il primo tentativo in 1'31"461, battuto da Verstappen in 1'30"757. Fra i due s'intercala Pérez, a sei decimi dal tempo del compagno di team. Non fa meglio dell'olandese nemmeno Leclerc, che chiude a 0"599 da Verstappen. Hamilton e Russell si portano alle spalle di Magnussen, rispettivamente a sette e otto decimi dal tempo del pilota Red Bull. È solo settimo Sainz Jr., che precede le due Alpine di Ocon e Alonso. La Haas invita Magnussen a una guida prudente, a causa di un problema idraulico che penalizza lo sterzo.
Con un nuovo giro rapido Leclerc migliora, restando però a 0"175 dal crono di Verstappen. Meglio fa l'altro ferrarista Carlos Sainz Jr., che si avvicina al tempo dell'olandese. Bottas risale in ottava posizione, mentre migliorano la loro performance anche Pérez e le due Mercedes. Scala ottavo Alonso, mentre Gasly è nono. Non passano alla fase decisiva Esteban Ocon, Schumacher, Norris, Alexander Albon e Zhou Guanyu.
In Q3 i primi a prendere la pista sono i due piloti della Mercedes. Russell fa segnare 1'32"391, mentre Hamilton fa meglio, in 1'32"158. I tempi sono notevolmente abbassati dal duo della Ferrari: Leclerc chiude in 1'30"731, battuto, a sua volta, da Sainz Jr. (1'30"687). Verstappen è terzo, staccato di mezzo decimo da Sainz Jr.. Magnussen, Alonso e Bottas decidono di limitare la loro presenza in Q3 a un solo giro veloce. Russell, invece, nel suo secondo tentativo, si migliora, senza recuperare posizioni, così come Hamilton. Il britannico limita a mezzo secondo il distacco da Sainz Jr., ma resta quinto, alle spalle anche di Pérez. Bottas si prende la sesta posizione.
Leclerc scalza dalla pole position provvisoria il compagno di scuderia, facendo segnare 1'30"558. Il tempo non viene avvicinato da Verstappen, che scala secondo, a oltre un decimo dal tempo del monegasco. Sainz Jr. resta comunque terzo, davanti a Pérez e Hamilton. Il monegasco conquista la sua decima pole position in carriera, la duecentotrentunesima per la Ferrari. Era dal 2007 che la scuderia italiana non conquistava la partenza al palo nella gara d'esordio del campionato. Per il monegasco è la seconda pole position nel Gran Premio del Bahrein dopo l'edizione del 2019. Il terzo posto di Carlos Sainz Jr. rappresenta per la Ferrari la partenza con entrambe le vetture nei primi tre posti per la prima volta in questo decennio. Il quinto posto di Lewis Hamilton è il peggior risultato in qualifica per il pilota britannico su questo tracciato dall'edizione del 2009. La sesta posizione di Valtteri Bottas è il miglior risultato nelle prove ufficiali per l'Alfa Romeo per la prima volta dal sesto posto di Kimi Räikkönen nel Gran Premio del Belgio 2019. La Haas presenta una vettura in Q3 con Kevin Magnussen. L'ultima volta era accaduto nel Gran Premio del Brasile 2019. Per il pilota danese è il miglior risultato in qualifica dal Gran Premio di Monaco 2019. Per l'altro pilota della scuderia, il tedesco Mick Schumacher, è il miglior risultato in qualifica in carriera. Entrambe le McLaren non sono nelle prime dodici posizioni per la prima volta dal Gran Premio di Turchia 2020.
Solo un tempo è stato cancellato dai commissari sportivi, per avere superato i limiti della pista alla curva 4, durante le qualifiche. Se lo è visto cancellare Zhou Guanyu.
Al termine delle qualifiche, la Federazione concede alle squadre delle prime dieci vetture classificate di ritardare di un'ora la copertura delle proprie monoposto in modo che venga ispezionata la pompa della benzina. Per effettuare questa operazione, le squadre devono presentare una richiesta di parco chiuso e il lavoro sulla vettura può durare dalle due alle tre ore dopo la fine delle qualifiche.

### Risultati
Nella sessione di qualifica si è avuta questa situazione:
| Pos                         | Nº | Pilota           | Costruttore                  | Q1       | Q2       | Q3       | Griglia |
| --------------------------- | -- | ---------------- | ---------------------------- | -------- | -------- | -------- | ------- |
| 1                           | 16 | Charles Leclerc  | Ferrari                      | 1'31"471 | 1'30"932 | 1'30"558 | 1       |
| 2                           | 1  | Max Verstappen   | Red Bull Racing-RBPT         | 1'31"785 | 1'30"757 | 1'30"681 | 2       |
| 3                           | 55 | Carlos Sainz Jr. | Ferrari                      | 1'31"567 | 1'30"787 | 1'30"687 | 3       |
| 4                           | 11 | Sergio Pérez     | Red Bull Racing-RBPT         | 1'32"311 | 1'31"008 | 1'30"921 | 4       |
| 5                           | 44 | Lewis Hamilton   | Mercedes                     | 1'32"285 | 1'31"048 | 1'31"238 | 5       |
| 6                           | 77 | Valtteri Bottas  | Alfa Romeo-Ferrari           | 1'31"919 | 1'31"717 | 1'31"560 | 6       |
| 7                           | 20 | Kevin Magnussen  | Haas-Ferrari                 | 1'31"955 | 1'31"461 | 1'31"808 | 7       |
| 8                           | 14 | Fernando Alonso  | Alpine-Renault               | 1'32"346 | 1'31"621 | 1'32"195 | 8       |
| 9                           | 63 | George Russell   | Mercedes                     | 1'32"269 | 1'31"252 | 1'32"216 | 9       |
| 10                          | 10 | Pierre Gasly     | AlphaTauri-RBPT              | 1'32"096 | 1'31"635 | 1'32"338 | 10      |
| 11                          | 31 | Esteban Ocon     | Alpine-Renault               | 1'32"041 | 1'31"782 | N.D.     | 11      |
| 12                          | 47 | Mick Schumacher  | Haas-Ferrari                 | 1'32"380 | 1'31"998 | N.D.     | 12      |
| 13                          | 4  | Lando Norris     | McLaren-Mercedes             | 1'32"239 | 1'32"008 | N.D.     | 13      |
| 14                          | 23 | Alexander Albon  | Williams-Mercedes            | 1'32"726 | 1'32"664 | N.D.     | 14      |
| 15                          | 24 | Zhou Guanyu      | Alfa Romeo-Ferrari           | 1'32"493 | 1'33"543 | N.D.     | 15      |
| 16                          | 22 | Yuki Tsunoda     | AlphaTauri-RBPT              | 1'32"750 | N.D.     | N.D.     | 16      |
| 17                          | 27 | Nico Hülkenberg  | Aston Martin Aramco-Mercedes | 1'32"777 | N.D.     | N.D.     | 17      |
| 18                          | 3  | Daniel Ricciardo | McLaren-Mercedes             | 1'32"945 | N.D.     | N.D.     | 18      |
| 19                          | 18 | Lance Stroll     | Aston Martin Aramco-Mercedes | 1'33"032 | N.D.     | N.D.     | 19      |
| 20                          | 6  | Nicholas Latifi  | Williams-Mercedes            | 1'33"634 | N.D.     | N.D.     | 20      |
| Tempo limite 107%: 1'37"873 |    |                  |                              |          |          |          |         |

In grassetto sono indicate le migliori prestazioni in Q1, Q2 e Q3.

## Gara

### Resoconto
Al via Charles Leclerc tiene il comando, resistendo all'attacco di Max Verstappen. Alle loro spalle s'installa Carlos Sainz Jr., che precede Lewis Hamilton e Kevin Magnussen. Parte male, invece, Valtteri Bottas, che alla fine del primo giro è solo quattordicesimo, pur partendo dalla sesta posizione. Magnussen cede la quinta piazza al terzo giro a Sergio Pérez, e due giri dopo, viene passato anche da George Russell. Al nono giro Pérez prende la posizione, la quarta, a Hamilton. Nello stesso giro Leclerc ha un vantaggio di oltre tre secondi su Verstappen e su Sainz Jr. di quasi otto.
La prima sosta viene effettuata all'undicesimo giro da Hamilton. Il pilota della Mercedes passa alla gomme hard. Il britannico rientra in pista davanti a Zhou Guanyu ma, con gomme fredde, sbaglia il punto di frenata, e viene ripassato dal pilota cinese. Nel corso del giro successivo Hamilton si riprende la posizione. Al quattordicesimo giro si ferma Verstappen, che si lamenta per la scarsa trazione della sua monoposto. L'olandese opta ancora per gomme morbide. Nello stesso giro si fermano Sainz Jr., Magnussen, Esteban Ocon e Bottas. Solo Magnussen sceglie ancora la gomme morbide; gli altri passano alle medie. Un giro dopo effettua il pit stop anche il leader della gara, Leclerc, così come Pérez. Il monegasco prosegue con coperture a mescola morbida, mentre il pilota della Red Bull sceglie le medie.
Leclerc rientra in gara davanti a Verstappen. Alla staccata della prima curva, al giro successivo, l'olandese passa Leclerc che, però, è capace di riprendersi nuovamente la vetta alla curva 4. La medesima scena si ripete al diciassettesimo giro: Verstappen passa alla prima curva, prima di essere risuperato alla curva 4. L'olandese ci riprova, con successo, al diciottesimo giro. Questa volta, però, il sorpasso porta a un bloccaggio delle ruote, che consente a Leclerc di riprendere il comando già all'uscita della prima curva. Con pneumatici rovinati, Verstappen non è più in grado di attaccare il ferrarista.
Nei giri successivi Leclerc riesce a ampliare di nuovo il margine su Verstappen, portandolo a oltre tre secondi. Alle spalle del duo di testa le posizioni sono congelate. Sainz Jr. è terzo, davanti a Pérez, che a sua volta, precede il duo della Mercedes. Al ventisettesimo giro Hamilton passa dalle gomme dure alle medie. Tre giri dopo è il turno di Verstappen, nell'effettuare la seconda sosta. L'olandese opta per le medie. Leclerc decide di copiare, il giro seguente, la mossa dell'avversario. Si trova a condurre Sainz Jr., davanti a Pérez e Leclerc. Questa volta il margine tra il ferrarista e Verstappen è più ampio, non consentendo al campione del mondo di impensierire Leclerc.
Al trentaduesimo giro Hamilton passa Gasly, per la settima posizione. Il giro seguente si fermano, per la seconda sosta, anche Sainz Jr, che passa alle medie, e Pérez, che opta per le soft. La gara vede così, nuovamente, al comando Leclerc, seguito da Verstappen. Sainz Jr. è ancora terzo, davanti a Pérez. Alle loro spalle c'è ora Hamilton, che ha passato anche Magnussen. Il danese della Haas si ferma, per il suo secondo pit stop, al trentacinquesimo giro. Leclerc fissa il gap su Verstappen ancora oltre i tre secondi, mentre Sainz Jr. è a 17"8, Pérez a 19"9 e Hamilton a 33"9. Al quarantatreesimo giro la Red Bull Racing richiama ai box entrambi i piloti per montare pneumatici soft. La Ferrari risponde, nel giro successivo, ma richiama il solo Sainz Jr..
La classifica rimane invariata. Nello stesso giro Pierre Gasly è costretto all'abbandono, con il motore in fiamme. La direzione di gara decide di neutralizzare la gara con la virtual safety car, poi seguita dalla safety car. Leclerc ne approfitta per effettuare la terza sosta. Il monegasco monta gomme morbide. La stessa scelta viene fatta da Hamilton e da Magnussen. Alla ripartenza Leclerc tiene facilmente la vetta del Gran Premio, mentre Verstappen deve difendersi dall'attacco di Sainz Jr., che però non ha successo. La gara di Verstappen, che scontava anche problemi allo sterzo, si ferma al cinquantaquattresimo giro, quando il campione del mondo è costretto all'abbandono da un problema alla pompa della benzina. All'ultimo giro Pérez, l'altro pilota della Red Bull, a causa di un problema tecnico al motore, va in testacoda e ferma la vettura. Ciò consente a Hamilton di salire sul podio.
Per Leclerc è la terza vittoria in carriera in Formula 1 partendo dalla pole position, per la prima volta dal Gran Premio d'Italia 2019. È il primo monegasco nella storia del mondiale a condurre la classifica piloti. Leclerc fa segnare anche il suo primo hat trick (pole position, giro veloce e vittoria) e la Ferrari il primo Grand Chelem (includendo tutti i giri della gara condotti in testa) dal Gran Premio di Francia 2008 grazie a Carlos Sainz Jr., l'altro pilota a condurre la gara. Il costruttore, grazie al secondo posto dello spagnolo, conquista la sua ottantacinquesima doppietta, la prima dal Gran Premio di Singapore 2019, che fu anche l'ultima vittoria per la scuderia italiana, all'epoca con Sebastian Vettel. Il team di Maranello torna al successo dopo un digiuno di 45 gare. L'ultima doppietta in Bahrein per la Ferrari risaliva all'edizione del 2010 con Fernando Alonso e Felipe Massa. Zhou Guanyu va a punti nella sua gara d'esordio, il primo pilota di nazionalità cinese a riuscirci, il sessantaseiesimo nella storia del mondiale, come era riuscito a Yuki Tsunoda l'anno precedente. Kevin Magnussen torna a punti dal suo rientro in Formula 1 per la prima volta dal Gran Premio d'Ungheria 2020, quando finì al decimo posto. La scuderia statunitense conquista punti iridati per la prima volta dal Gran Premio dell'Eifel 2020.
Sono stati quattro i tempi cancellati dai commissari per avere superato i limiti della pista alla curva 4, durante la gara. Si sono visti cancellare il tempo Lando Norris, Yuki Tsunoda, Lewis Hamilton e Fernando Alonso.

### Risultati
I risultati del Gran Premio sono i seguenti:
| Pos | Nº | Pilota           | Costruttore                  | Giri | Tempo/Ritiro      | Griglia | Punti |
| --- | -- | ---------------- | ---------------------------- | ---- | ----------------- | ------- | ----- |
| 1   | 16 | Charles Leclerc  | Ferrari                      | 57   | 1h37'33"584       | 1       | 26    |
| 2   | 55 | Carlos Sainz Jr. | Ferrari                      | 57   | +5"598            | 3       | 18    |
| 3   | 44 | Lewis Hamilton   | Mercedes                     | 57   | +9"675            | 5       | 15    |
| 4   | 63 | George Russell   | Mercedes                     | 57   | +11"211           | 9       | 12    |
| 5   | 20 | Kevin Magnussen  | Haas-Ferrari                 | 57   | +14"754           | 7       | 10    |
| 6   | 77 | Valtteri Bottas  | Alfa Romeo-Ferrari           | 57   | +16"119           | 6       | 8     |
| 7   | 31 | Esteban Ocon     | Alpine-Renault               | 57   | +19"423           | 11      | 6     |
| 8   | 22 | Yuki Tsunoda     | AlphaTauri-RBPT              | 57   | +20"386           | 16      | 4     |
| 9   | 14 | Fernando Alonso  | Alpine-Renault               | 57   | +22"390           | 8       | 2     |
| 10  | 24 | Zhou Guanyu      | Alfa Romeo-Ferrari           | 57   | +23"064           | 15      | 1     |
| 11  | 47 | Mick Schumacher  | Haas-Ferrari                 | 57   | +32"574           | 12      |       |
| 12  | 18 | Lance Stroll     | Aston Martin Aramco-Mercedes | 57   | +45"873           | 19      |       |
| 13  | 23 | Alexander Albon  | Williams-Mercedes            | 57   | +53"932           | 14      |       |
| 14  | 3  | Daniel Ricciardo | McLaren-Mercedes             | 57   | +54"975           | 18      |       |
| 15  | 4  | Lando Norris     | McLaren-Mercedes             | 57   | +56"335           | 13      |       |
| 16  | 6  | Nicholas Latifi  | Williams-Mercedes            | 57   | +1'01"795         | 20      |       |
| 17  | 27 | Nico Hülkenberg  | Aston Martin Aramco-Mercedes | 57   | +1'03"829         | 17      |       |
| 18  | 11 | Sergio Pérez     | Red Bull Racing-RBPT         | 56   | Motore            | 4       |       |
| 19  | 1  | Max Verstappen   | Red Bull Racing-RBPT         | 54   | Pressione benzina | 2       |       |
| Rit | 10 | Pierre Gasly     | AlphaTauri-RBPT              | 44   | Motore            | 10      |       |

Charles Leclerc riceve un punto addizionale per avere segnato il giro più veloce della gara.

## Classifiche mondiali

### Piloti
| Pos | Pilota           | Punti |
| --- | ---------------- | ----- |
| 1   | Charles Leclerc  | 26    |
| 2   | Carlos Sainz Jr. | 18    |
| 3   | Lewis Hamilton   | 15    |
| 4   | George Russell   | 12    |
| 5   | Kevin Magnussen  | 10    |
| 6   | Valtteri Bottas  | 8     |
| 7   | Esteban Ocon     | 6     |
| 8   | Yuki Tsunoda     | 4     |
| 9   | Fernando Alonso  | 2     |
| 10  | Zhou Guanyu      | 1     |

### Costruttori
| Pos | Costruttore        | Punti |
| --- | ------------------ | ----- |
| 1   | Ferrari            | 44    |
| 2   | Mercedes           | 27    |
| 3   | Haas-Ferrari       | 10    |
| 4   | Alfa Romeo-Ferrari | 9     |
| 5   | Alpine-Renault     | 8     |
| 6   | AlphaTauri-RBPT    | 4     |